# پانایوتیس پاراسکووپولوس
پانایوتیس پاراسکووپولوس (یونانی: Παναγιώτης Παρασκευόπουλος؛ ۱۸۷۴ – ۱۹۵۶) یک پرتاب‌گر وزنه و پرتاب‌گر دیسک اهل یونان بود. از افتخارات وی میتوان به کسب مدال نقره پرتاب دیسک در بازی‌های المپیک تابستانی ۱۸۹۶ اشاره کرد.